# Doron Swade
Doron David Swade (* 1946) ist ein südafrikanisch-britischer Computerhistoriker, Ingenieur und Experte für die Rechenmaschinen und die Biographie von Charles Babbage.

## Leben
Swade stammt aus Südafrika und studierte Elektronik, Informatik, Physik und Wissenschaftsphilosophie unter anderem an der Universität Kapstadt, der Universität Cambridge und am University College London, an dem er einen Bachelor-Abschluss in Physik und Elektronik und einen Master-Abschluss in Steuerungstechnik und 2003 in Computergeschichte promoviert wurde (Dissertation: Calculation and Tabulation in the Nineteenth Century: Airy versus Babbage). Er ist lizenzierter Ingenieur.
Er war Kurator (Senior Curator) am Science Museum in London und Leiter der Abteilung Computergeschichte und Elektronik. Zuletzt war er dort Assistant Director und Leiter der Sammlungen (Head of Collections). Im Science Museum ist ein Nachbau von Babbages mechanischem Computer, der Difference Engine, ausgestellt, deren Aufbau Swade in Zusammenarbeit mit Allan Bromley koordinierte. Der Nachbau wurde 2002 fertiggestellt, wiegt fünf Tonnen und besteht aus rund 8000 Teilen.  Er ist auch am Projekt Plan 28 der Simulation der Analytical Engine von Babbage beteiligt, das 2010 von John Graham-Cumming begonnen wurde und erkunden will, inwieweit sie als Universalrechner realisierbar war. Dazu wurden zunächst alle diesbezüglichen Schriften von Babbage indiziert und digitalisiert. Ziel ist ein Nachbau.
Er war Kurator vieler Ausstellungen, entwickelte Prinzipien und Methoden für den Nachbau und die Restaurierung historischer Computer und Methoden, die Zuverlässigkeit ausgestellter elektronischer Apparate und Computer in Museen zu verbessern. Er wirkte in diesem Zusammenhang auch als Berater in Industrie und Museen in Großbritannien und den USA.
1989 war er einer der Gründer der Computer Conservation Society im Rahmen der British Computer Society (BCS) und Fellow der BCS. Er war Gastprofessor für Computergeschichte an der University of Portsmouth und Honorary Research Fellow für Informatik am Royal Holloway College der Universität London.
2009 wurde er MBE.

## Schriften
- mit Jon Palfreman: The Dream Machine: Exploring the Computer Age, 1991, BBC Books, 1993.  ISBN 978-0-563-36992-9.
- Charles Babbage and his Calculating Engines, Science Museum, London, 1998. ISBN 978-0-901805-45-4.
- Cogwheel Brain: Charles Babbage and the Quest to Build the First Computer, Little Brown 2000, Abacus, 2001. ISBN 978-0-349-11239-8.
  - in den USA als: The Difference Engine: Charles Babbage and the Quest to Build the First Computer, Penguin Putnam, 2001. ISBN 978-0-670-91020-5. Penguin Books, 2002. ISBN 978-0-14-200144-8.
- Redeeming Charles Babbage’s Mechanical Computer, Scientific American, Februar 1993